# Rezisztens keményítő
A rezisztens keményítő az a keményítő – beleértve bomlástermékeit is –, amely az emésztésből az egészséges egyének vékonybeléből emésztetlenül távozik. A rezisztens keményítő természetesen előfordul az élelmiszerekben, de hozzáadható szárított nyers élelmiszerekhez, vagy felhasználható adalékanyagként a feldolgozott élelmiszerekben.
A rezisztens keményítők bizonyos típusait (RS1, RS2 és RS3) a vastagbél mikrobiomja fermentálja, ami jót tesz az emberi egészségnek a rövid szénláncú zsírsavak termelődése, a baktériumok tömegének növekedése és a butiráttermelő baktériumok előmozdítása révén.
A rezisztens keményítőnek hasonló élettani hatásai vannak, mint az élelmi rostoknak, enyhe hashajtóként viselkedik, és esetleg puffadást okozhat.

## Eredet és történelem
A rezisztens keményítő fogalma az 1970-es években született kutatásokból, és jelenleg a három keményítőtípus egyikének tekintik: gyorsan emészthető keményítő, lassan emészthető keményítő és rezisztens keményítő, amelyek mindegyike befolyásolhatja a vércukorszintet.
Az Európai Bizottság által támogatott kutatás végül a rezisztens keményítő meghatározásához vezetett.

## Egészségügyi hatások
A rezisztens keményítő nem szabadít fel glükózt a vékonybélben, hanem a vastagbélbe jut, ahol a vastagbélbaktériumok (bélmikrobiom) elfogyasztják vagy erjesztik. Az emberi bélmikrobiom naponta több szénhidráttal találkozik, mint bármely más étrendi összetevő. Ide tartoznak a rezisztens keményítők, a nem keményítő poliszacharid rostok, az oligoszacharidok és az egyszerű cukrok, amelyek jelentőségteljesek a vastagbél egészségében.
A rezisztens keményítő fermentációja során rövid szénláncú zsírsavak keletkeznek, köztük acetát, propionát és butirát, és megnövekszik a baktériumsejt tömege. A rövid szénláncú zsírsavak a vastagbélben termelődnek, ahol gyorsan felszívódnak a vastagbélből, majd a vastagbél hámsejtekben, a májban vagy más szövetekben metabolizálódnak. A rezisztens keményítő fermentációja több butirátot termel, mint más típusú élelmi rostok.
Tanulmányok kimutatták, hogy a rezisztens keményítő-kiegészítés jól tolerálható. A bélben történő fermentáció során mérsékelt mennyiségű gáz, például szén-dioxid, metán és hidrogén is keletkezik. Egy felülvizsgálat becslése szerint a rezisztens keményítő elfogadható napi bevitele akár 45 gramm is lehet felnőtteknél, ami meghaladja a napi 25–38 grammos élelmi rost teljes ajánlott bevitelét. Ha izolált rezisztens keményítőt használnak a liszt helyettesítésére az élelmiszerekben, az adott élelmiszer glikémiás válasza csökken.
Korlátozott bizonyítékok állnak rendelkezésre arra vonatkozóan, hogy a rezisztens keményítő javíthatja az éhomi glükóz- és inzulinszintet, az inzulinrezisztenciát és az érzékenységet, különösen cukorbetegek, túlsúlyos vagy elhízott egyének esetében. 2016-ban az Egyesült Államokbeli FDA jóváhagyott egy minősített egészségre vonatkozó állítást, amely kijelenti, hogy a rezisztens keményítő csökkentheti a 2-es típusú cukorbetegség kockázatát, de a termékcímkék minősítő nyelvezetével korlátozott tudományos bizonyíték áll rendelkezésre ezen állítás alátámasztására. Mivel minősített egészségre vonatkozó állításokat adnak ki, ha a tudományos bizonyítékok gyengék vagy nem következetesek, az FDA speciális címkézési nyelvezetet ír elő, például a rezisztens keményítőre vonatkozó iránymutatást: "A magas amilóztartalmú kukoricakeményítő csökkentheti a 2-es típusú cukorbetegség kockázatát. Az FDA arra a következtetésre jutott, hogy erre az állításra korlátozott tudományos bizonyíték áll rendelkezésre.
A rezisztens keményítő csökkentheti az étvágyat, különösen 25 grammos vagy nagyobb adagok esetén.
A rezisztens keményítő csökkentheti az alacsony sűrűségű koleszterinszintet.
Korlátozott mennyiségű bizonyíték áll rendelkezésre arra vonatkozóan, hogy a rezisztens keményítő javíthatja a gyulladásos biomarkereket, beleértve az interleukin-6-ot, a tumornekrózis-faktor alfa-t és a C-reaktív fehérjét.